# Biebersteinia odora
Espèce
Biebersteinia odora est une espèce de plantes à fleurs de la famille des Biebersteiniaceae. Son aire de répartition s'étend de l'Asie centrale au Sud ouest de la Sibérie et à l'ouest de l'Himalaya. C'est un géophyte rhizomateux qui pousse principalement dans le biome subalpin ou subarctique.

## Description
Biebersteinia odora  est un arbuste à feuilles persistantes. Il a une couronne arrondie et une tige unique qui peut atteindre jusqu'à 1 mètre de hauteur. Les feuilles sont lancéolées et les fleurs sont blanches ou roses. La fleur de Biebersteinia odora est une petite fleur tubulaire blanche avec un centre jaune. La graine est une petite graine noire de forme ovale. Les plantules sont petites, vertes et ont une seule feuille.

## Répartition et habitat
Originaire d'Asie centrale.  On le trouve dans les forêts humides et le long des cours d'eau.

## Utilisation
Biebersteinia odora est utilisée comme plante ornementale, pour son feuillage et ses fleurs attrayants. Elle est également utilisée dans la médecine traditionnelle pour traiter diverses affections.

## Culture
Biebersteinia odora est une plante qui demande peu d'entretien et qui peut être multipliée par graines ou par division. Elle préfère un sol humide et bien drainé, en plein soleil ou à l'ombre partielle.

## Systématique
Le nom correct complet (avec auteur) de ce taxon est Biebersteinia odora Stephan (d).
Ce taxon porte en anglais le nom vernaculaire ou normalisé suivant : Fragrant Yellow Geranium.
Biebersteinia odora a pour synonymes :
- Biebersteinia emodi Jaub. & Spach
- Biebersteinia odora Royle